# Малый Катав
Малый Катав (баш. Кесе Ҡатай, Кесе Ҡатау) — река в России, протекает в Башкортостане. Впадает в Катав на 95 км по левому берегу реки. Длина реки составляет 16 км.

## Данные водного реестра
По данным государственного водного реестра России относится к Камскому бассейновому округу, водохозяйственный участок реки — Уфа от Нязепетровского гидроузла до Павловского гидроузла, без реки Ай, речной подбассейн реки — Белая. Речной бассейн реки — Кама.
Код объекта в государственном водном реестре — 10010201112111100023323.